# Jens Toornstra
Jens Toornstra, né le 4 avril 1989 à Ter Aar aux Pays-Bas, est un footballeur international néerlandais. Il évolue actuellement au poste de milieu offensif au Sparta Rotterdam.

## Biographie

### En club
Né à Ter Aar aux Pays-Bas, Jens Toornstra est formé par l'Alphense Boys (en) avant de rejoindre l'ADO La Haye. Il joue son premier match en professionnel le 4 décembre 2009, à l'occasion d'un match de championnat face au Roda JC. Il entre en jeu à la place de Yuri Cornelisse et les deux équipes se neutralisent (1-1).
Le 25 août 2014, il quitte le FC Utrecht pour le Feyenoord Rotterdam.
Après ses premiers buts au sein de Feyenoord, les supporteurs prennent l'habitude de chanter son nom sur l'un des hymnes du club, 98 to Piano, morceau gabber composé par Forze DJ Team, lorsque Toornstra marque un but.
Le 23 août 2022, Jens Toornstra fait son retour au FC Utrecht. Il signe un contrat courant jusqu'en juin 2024, plus une année supplémentaire en option.
Au cours de l'été 2025, il s'engage en faveur du Sparta Rotterdam pour deux saisons.

### En sélection
Jens Toornstra honore sa première sélection avec l'équipe nationale des Pays-Bas lors d'un match amical face à l'Indonésie, le 7 juin 2013. Il est titularisé et son équipe s'impose par trois buts à zéro.

## Palmarès
- Coupe des Pays-Bas en 2016 et 2018
- Championnat des Pays-Bas en 2017